# Sercquiais
Sercquiais ou Sarkese (Em francês e normando: Sercquiais) O sercquiais, também chamado de lè Sèrtchais, Sarkese, é uma variante normando que se desenvolveu na ilha de Sark, nas Ilhas do Canal.

## História
Suas origens remontam ao século XVI, quando cerca de 40 famílias, principalmente da cidade de Saint Ouen, na ilha de Jersey, migraram para Sark que era então desabitada. Esses colonos trouxeram o jèrriais, a língua que falavam em Jersey, que serviu de base para o desenvolvimento do sercquiais. No entanto, ao longo dos anos, o dialeto sofreu influências de outros dialetos normandos, especialmente o Guernésiais (falado na ilha de Guernsey), resultando em um idioma com  características próprias.
O sercquiais possui uma relação próxima com o auregnais, o extinto dialeto de Alderney, e com outros dialetos do normando continental falados na Normandia. Em Sark, ele sobreviveu de forma única, mantendo elementos antigos que desapareceram do jèrriais moderno, especialmente na fonologia. Essas características antigas tornam o sercquiais um registro linguístico valioso, preservando sons e estruturas que existiam no normando do século XVI.
Até hoje, muitos dos nomes de lugares em Sark estão em sercquiais, refletindo a herança linguística dos primeiros colonos. Embora a língua tenha sido amplamente substituída pelo inglês, ela ainda é falada por alguns habitantes mais velhos da ilha, sendo parte do patrimônio cultural local. Antigamente, acredita-se que o sercquiais tenha apresentado algumas variações internas, talvez dois subdialetos, mas atualmente ele é relativamente homogêneo, provavelmente devido ao declínio do número de falantes e à perda de variação linguística.

## Ameaça de extinção
Infelizmente, o sercquiais está ameaçado de extinção, com poucos falantes nativos restantes. Os esforços para preservar a língua são limitados, e seu futuro é incerto. Contudo, há uma crescente consciência da importância de registrar e proteger o sercquiais, para que essa parte singular da história linguística das Ilhas do Canal não seja perdida completamente.
Atualmente, o sercquiais é uma língua em risco, falada principalmente pelos habitantes mais velhos da ilha de Sark. Muitas localidades na ilha ainda mantêm nomes em sercquiais, preservando um legado toponímico que remonta aos primeiros colonos. Apesar da ameaça de extinção, o sercquiais se mantém relativamente homogêneo, embora, no passado, possa ter existido uma divisão em subdialetos. Ao longo dos séculos, a língua conservou elementos fonológicos que se perderam no jèrriais desde o século XVI, tornando-se um importante registro linguístico das antigas variantes normandas.Antigamente, é possível que o sercquiais tivesse duas variantes ou subdialetos distintos, uma hipótese que reflete como o dialeto pode ter se desenvolvido em comunidades ou áreas ligeiramente diferentes dentro da ilha de Sark. No entanto, ao longo do tempo, essas diferenças foram se dissolvendo, e hoje o sercquiais é um dialeto relativamente homogêneo, falado de maneira similar por toda a ilha, especialmente pelos habitantes mais antigos que ainda preservam essa tradição.
Uma característica fascinante do sercquiais é que ele manteve certos traços fonológicos que foram perdidos no jèrriais desde o século XVI. Isso significa que, em alguns aspectos, a pronúncia e o som das palavras no sercquiais são mais próximos da versão arcaica do jèrriais, a língua dos primeiros colonos de Jersey. Esse detalhe torna o sercquiais não apenas uma língua viva, mas também um verdadeiro “fóssil linguístico” que guarda sons e formas de expressão que desapareceram em outras variantes normandas ao longo dos séculos.
Essas características únicas fazem do sercquiais um objeto de interesse tanto para linguistas quanto para historiadores, pois ele oferece uma visão de como o normando era falado e ouvido séculos atrás.   